# Bistum Guastalla

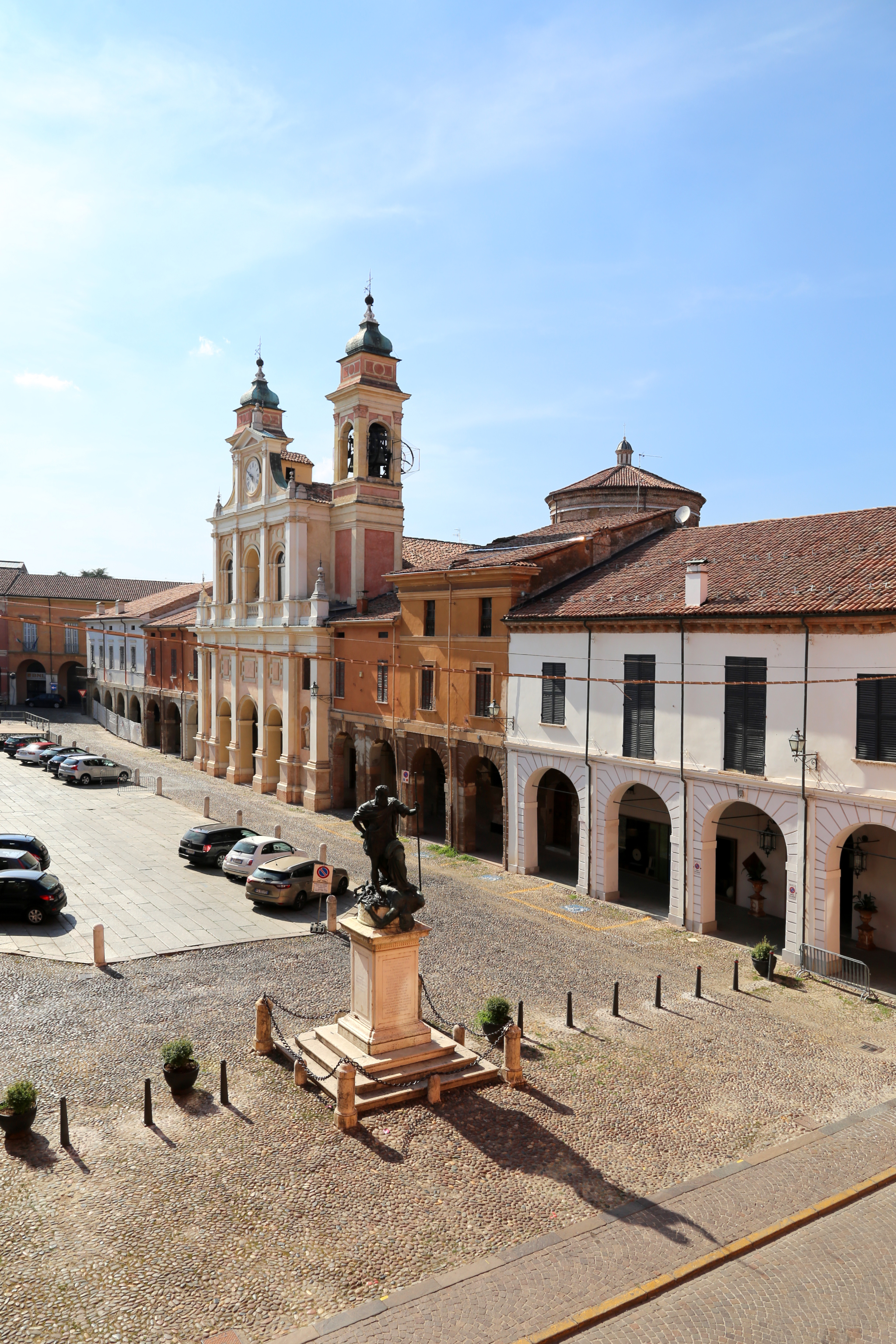
Kathedrale San Pietro Apostolo

Das Bistum Guastalla (Dioecesis Guastallensis) war eine römisch-katholische Suffragandiözese, die von 1828 bis 1986 in der italienischen Provinz Reggio Emilia existierte. Entstanden aus einer im Jahr 865 errichteten Kapelle, wurde sie erst zur Pfarrei erhoben, dann zur Territorialabtei und schließlich auf Wunsch der Marie-Louise von Österreich, Herzogin von Parma, zur Diözese. Die Diözese pflegte den Römischen Ritus.

## Geschichte
Guastalla begann als Kapelle, die am 2. November 865 im Auftrag Kaiser Ludwigs II. auf einem Gebiet seiner Frau Engelberga errichtet wurde. Diese Kapelle gehörte zum Gebiet des Bistums Reggio. Der Bischof übergab die Kapelle Adalbert I., Markgraf von Tuscien.

### Pfarrei
Die dem Heiligen Petrus geweihte Kapelle wurde von Papst Gregor V. (Amtszeit 996–999) zur Pfarrkirche erhoben. 1101 verlieh Markgräfin Mathilde von Tuszien der Kirche von Guastalla weitere Freiheiten.
Am 21. Oktober 1106 hielt Papst Paschalis II. in Guastalla ein Konzil für die Bischöfe aus Frankreich, Deutschland und Italien ab. Er erklärte, dass die Bistümer Parma, Reggio, Modena und Bologna niemals Ravenna als Suffragane unterstellt werden dürften, da Ravenna sich der Römischen Kurie mehrmals widersetzt hatte.
Bis 1145 wurde die Kirche San Pietro Apostolo, wie in der Bulle von Papst Eugen III. Guastalla festgelegt, von einem Erzpriester geleitet. Gleichzeitig wurde die Kirche unter Schutz des Heiligen Stuhls gestellt. Er gewährte dem amtierenden Erzpriester auch das Recht, heilige Öle, Weihen und Ordinationen von jedem beliebigen katholischen Bischof zu erbitten. Das Archiv des Erzpriesters der Pfarrkirche von Guastalla wurde 1557 bei einem Brand zerstört.
Guastalla war bis 1471 Teil der Diözese Reggio. In diesem Jahr wurde die Kollegiatkirche St. Peter zur nullius dioecesis (ohne Diözese) erklärt und somit von der Jurisdiktion der Bischöfe von Reggio Emilia unabhängig.

### Territorialabtei
Am 5. November 1585 verlieh Papst Sixtus V. der Kirche als Abtei San Pietro Apostolo de Guastalla den Status einer säkularen Territorialabtei (nullius dioecesis).

#### Territorialäbte
1. Bernardino Baldi (1585–1607)
2. Pietro Baruffoni (1607–1613)
3. Marcello Celio Arcelli (1613–1615)
4. Troilo Accorsini (1616–1623)
5. Vincenzio Loiani (1623–1624)
6. Giambattista Gherardini (1624–1651)
7. Giacopo Quinziani (1652–1686)
8. Cesare Spilimbergo (1686–1710)
9. Guidobono Mazzucchini (1711–1755)
10. Francesco Tirelli (1755–1792)
11. Francesco Scutellari (1792–1826)
12. Giovanni Tommaso Neuschel (1826–1828)

Der elfte Abt von Guastalla, Francesco Giovanni Scutellari Ajani, wurde zum Titularbischof von Ioppe ernannt. Er leitete die Abtei in Guastalla von 1792 bis zu seinem Tod 1826. Ihm folgte im gleichen Jahr der Kaplan von Marie-Louise von Österreich als Herzogin von Parma und Titularbischof von Troas, Giovanni Neuschel, nach.
Papst Pius VII. bestimmte in einem Apostolischen Schreiben vom 1. Dezember 1821 über die Neuordnung der Diözesen in Italien, dass die Abtei von Guastalla dem Bistum Parma unterstellt wird. Vorher war die Abtei während der Cisalpinischen Republik und dem napoleonischen Königreich Italien dem Erzbistum Mailand unterstellt.

### Bistum
Am 13. September 1828 errichtete Papst Leo XII. in der päpstlichen Bulle De commisso auf Wunsch von Marie-Louise von Österreich als Herzogin von Parma das Bistum Guastalla. Er verfügte, dass es bis auf Weiteres keiner Kirchenprovinz angehören, sondern direkt dem Heiligen Stuhl unterstellt sein sollte (Exemtion). Er löste das Abteikapitel auf und errichtete ein neues Domkapitel. Das Kapitel sollte einen Erzpriester, einen Erzdiakon, einen Propst, einen Dekan, einen Primicerius, sechzehn Kanoniker und sieben Mansionarii umfassen. Die beiden ältesten Kanoniker sollten gemäß der Dekrete des Konzils von Trient der Theologus und der Penitentiarius sein.
1920 umfasste die Diözese Gustalla 26 Pfarreien, 58 weitere Kirchen und Kapellen, 76 Diözesanpriester und 25 Seminaristen. 1980 waren es 30 Pfarreien, 47 Diözesanpriester und drei Ordenspriester.
Nach einer Vakanz von fast dreißig Monaten, die nach dem Tod von Bischof Angelo Zambarbieri eingetreten war, ernannte Papst Paul VI. Gilberto Baroni, den Bischof von Reggio Emilia, auch zum Bischof von Guastalla. Zuvor war Baroni bereits Apostolischer Administrator des Bistums Guastalla. Am 30. September 1986 löste Papst Johannes Paul II. das Bistum Guastalla auf, ordnete das Territorium der Diözese Reggio Emilia zu und benannte es in Reggio Emilia-Guastalla um. Guastalla wurde Vikariat IV der Diözese Reggio Emilia-Guastalla.

## Bischöfe
1. Giovanni Tommaso Neuschel (1828–1836)
2. Pietro Giovanni Zanardi (1836–1854)
3. Pietro Rota (1855–1871)
4. Francesco Benassi (1871–Rücktritt 1884)
5. Prospero Curti (1884–1890)
6. Andrea Carlo Ferrari (1890–1891)
7. Pietro Respighi (1891–1896)
8. Enrico Grazioli (1896–1897)
9. Andrea Sarti (1897–1909)
10. Agostino Cattaneo (1910–1923)
11. Giordano Corsini (1923–1932)
12. Giacomo Zaffrani (1932–1960)
13. Angelo Zambarbieri (1960–1970), danach Sedisvakanz (1970–1973)
14. Gilberto Baroni (1973–1986)